# Ciprian Săcăleanu
Ciprian Săcăleanu(* 11. September 1978 in Piatra Neamț) ist ein ehemaliger rumänischer Handballspieler.

## Karriere
Er startete seine Karriere in Piatra Neamț bei der Mannschaft Fibrex Savinesti, bei dem auch zuvor im Jugendbereich spielte. Später wechselte er zum rumänischen Klub CS Minaur Baia Mare. Mit beiden Mannschaften nahm er am EHF Challenge Cup teil.                                                                    
Heute (Stand 5/2025) ist er Trainer bei HSG Mimmenhausen-Mühlhofen.